# Top Gear Winter Olympics
De Top Gear Winter Olympics is een aflevering waarin het Britse autoprogramma Top Gear zijn eigen Olympische Winterspelen organiseert in Noorwegen. De aflevering werd aan het einde van seizoen 7 uitgezonden als special.

## Biatlon: Q7 vs XC90
De normale biatlon is een wedstrijd met langlaufen en schieten, maar omdat Top Gear een autoprogramma is wordt er gereden en geschoten. James May racet tegen Jeremy Clarkson. May rijdt in een Audi Q7 3.0 TDI quattro (237 pk) en Clarkson in een zwakker gemotoriseerde Volvo XC90 D5 (185/163 pk), die 4.000 pond goedkoper is.

### Wedstrijd
De race verloopt als volgt: er wordt begonnen met een ronde van 3 km, hierna wordt er op 5 doelen geschoten. Daarna wordt er 3 km langs een ander parcours gereden en wordt er terug op 5 doelen geschoten, deze keer al liggend in de koffer. Per gemist doel is wordt er een straftijd van 5 seconden aangerekend, die moet worden uitgezeten in de Penalty Box. De verliezer moet Golden snow eten (cfr de kleur van urine)

### Wedstrijdverloop
- May neemt direct de leiding in zijn krachtigere Audi. In zijn enthousiasme hem in te halen maakt Clarkson een stuurfout en geraakt van de weg. Hij kan echter snel terug vertrekken en zet de achtervolging in.
- May komt aan de Shooting Range aan en schiet 5 op 5 met zijn rifle. Net als hij vertrekt komt Clarkson toe. Hij neemt zijn wapen, een Heckler & Koch MP5 en schiet het magazijn van 30 kogels leeg willekeurig richting de doelen, met als gevolg dat hij ze allemaal mist. Hij moet dus 25 seconden in de Penalty Box wachten.
- Clarkson vertrekt terug en ligt op dat moment ongeveer 1 minuut achter May. Hij komt terug aan de Shooting Range en legt de achterste stoelen gemakkelijk neer. Hij raakt 3 van de 5 doelen, met dus een straftijd van 10 seconden in de Penalty Box. Clarkson zegt dat de achterste stoelen neerleggen gemakkelijk moet gaan, omdat hij zelf met een XC90 rijdt. Hij krijgt ze echter niet neer en moet zijn vrouw bellen. May vertrekt terug. Wanneer Clarkson de zetels neerkrijgt en zijn MP5 weer leegschiet op het doel. Er is weer geen enkele doel geraakt en er valt een boom om op de achtergrond.
- May maakt een vrij zware crash en zijn auto zit vast in de sneeuw. Op het moment dat hij terug kan vertrekken komt Clarkson aan. Ze rijden nek-aan-nek in de laatste rechte lijn, maar omdat de Q7 krachtiger is wint deze. Clarkson eet Golden Snow.

## Hammond vs C1
Richard Hammond bleef in Groot-Brittannië en gaat naar een gebouw van de MIRA (Motor Industry Research Association). In een van de kamers kunnen ze de temperatuur van de Noordpool simuleren. Hammond moet proberen een Citroën C1 te verslaan door het langer uit te houden in de koude.
Hammond wordt uitgerust met sensoren om zijn lichaamstemperatuur te controleren en stapt in de wagen. Hij draagt enkel een wollen trui en een muts. De temperatuur begon op -3 °C, waarna er een arctische wind gesimuleerd werd met een windsnelheid van boven de 70 km/h. De temperatuur daalt tot bijna -23 °C na bijna een uur. De motor kon niet meer starten mede omdat hij op diesel loopt en het is gaan klonteren, maar de elektrische functies werkten nog, dus Hammond bleef doorgaan. Bij -26 °C werkt de elektriciteit nog steeds. De arctische wind werd weer geactiveerd en de temperatuur daalde tot -40 °C. Hammond begon af te zien onder de lage temperatuur. Uiteindelijk werkt de elektriciteit ook niet meer. Hammond besluit met de woorden:

So, there you are, if you want to drive to the North Pole, buy a Hammond
— Richard Hammond

## XK8 vs Eskil Ervik (schaatser)
Clarkson beweert dat hij sneller is met de Jaguar XK8 1.500 meter over een ijsbaan dan de schaatser Eskil Ervik, de wereldrecordhouder op deze afstand.
Als het startschot gaat raakt de Jaguar bijna niet vooruit vanwege een gebrek aan grip, en ook in de hele rechte lijn blijft dit zo. In de bocht crasht hij eerst, maar doet zeer mooie powerslides (drifts). De schaatser dubbelt hem twee keer en is de overduidelijke winnaar.

## XK8 vs Discovery
Clarkson beweert dat je niet per se vierwielaandrijving nodig hebt in Noorwegen. May beweert het tegenovergestelde en ze besluiten er een wedstrijd van te maken. May tekent een parcours uit op een bevroren meer waarop hij in een Land Rover Discovery tegen Clarkson in een Jaguar XK8 zal racen. May maakt er een mooie aaneenschakeling van gecontroleerde drifts van en finisht in 2'03". Dan is het de beurt aan Clarkson, die met zijn achterwielaandrijving zeer mooie drifts afwisselt met ongecontroleerde crashes. Op het einde van het parcours zit hij vast, hij zat toen naar schatting 30" achter op May.

## Bobslee vs Lancer Evo ijsrally auto
Richard Hammond neemt het met 3 andere mannen op in een bobslee tegen James May die als co-piloot naast Henning Solberg zit, die een aangepaste Mitsubishi Lancer Evo WRC racet (met onder andere spijkerbanden). Het traject te Lillehammer bedraagt voor beiden bijna 2 km. Hammond zal worden blootgesteld aan krachten tot 6,5 G en een snelheid tot 130 km/h behalen op het einde. De tijd van Hammond is 59"68 (gemiddeld 120,64 km/h), die van May 1'02"24 (gemiddeld 115,68 km/h).
Deze race werd in seizoen 5 episode 8 ook al eens uitgezonden

## Top Gear Winter Olympics Suzuki Swift Car Icehockey Cha
Richard Hammond (team Daytime) neemt het tegen James May (team Primetime) op met ijshockey met auto's op een besneeuwd voetbalveld. De titel van de uitdaging eindigt met Cha omdat het Engelse woord voor kampioenschap (Championship) niet op het scorebord kan. Elk team bestaat uit 5 auto's, de andere auto's worden bestuurd door lokale rallybestuurders. De eindstand is 5-4. May moet Golden Snow eten.
Top Gear autovoetbalde in het verleden al eens met Toyota Aygo's

## Top Gear Winter Olympics Ski Slash Car Jumping Champio
Championship kan weer niet op het bord. Top Gear moet met een 20 jaar oude Leyland Mini proberen verder te springen dan een schansspringer. May houdt zich bezig met de Mini recht te houden, Hammond met het stoppen en Clarkson met de snelheid. De kracht wordt geleverd door lachgas, May houdt hem recht door hem op ski's te zetten en Hammond legt een barricade aan. Ze halen het doel niet maar overbruggen toch enkele tientallen meters.

## Schansspringenmetsneeuwscooter
Niemand heeft ooit aan schansspringen gedaan met een sneeuwscooter omdat het veel te gevaarlijk is, maar The Stig doet het toch. Hij vliegt ook enkele tientallen meters.
British Leyland did make some good cars after all challenge · Can Grannies do donuts? · Italian mid-engined supercars for less than a second-hand Mondeo challenge · Make a police car for a lot less money than the real police spend on their cars challenge · Top Gear vs The Germans · Where is the best driving road in the world? · White van man challenge · Winter Olympics · Winter Olympics Suzuki Swift Car Icehockey Cha · Winter Olympics Ski Slash Car Jumping Champio